# Franz Krausz
Franz Krausz, auch Kraus, (geboren 13. Mai 1905 in St. Pölten, Österreich-Ungarn; gestorben 7. April 1998 in Tel Aviv) war ein israelischer Grafiker und Plakatkünstler.

## Leben
Franz Krausz war eines von fünf Kindern der Malers Hermann Krausz und der Rosalie Mandl. Sein 1897 geborener Bruder Emil Krausz wurde Maler, dessen Zwillingsbruder emigrierte 1939 in die USA, der Bruder Otto Krausz wurde Opfer des Holocaust.
Im Jahr 1910 zog die Familie nach Graz. Krausz hielt sich im Atelier seines älteren Bruders auf. Er wurde Mitglied im jüdischen Sportverein Makkabi und im Jugendverein Blau-Weiß. Er besuchte die Handelsakademie und machte ab 1923 eine Buchhandelslehre in Wien. Beim Löwit-Buchverlag machte er die Schaufensterdekoration.
Ab 1926 arbeitete Krausz in Berlin als Grafiker beim
Friedrich Ernst Hübsch-Verlag (Berlin, Leipzig und Wien) und schuf konstruktivistische Bucheinbände und Werbematerialien, meist für Architekturbände. Im Abendstudium besuchte er die Kunstschule Reimann bei Max Hertwig, wo er auch seine spätere Frau, die Fotografin Anni Krausz, traf. Nach der Machtübergabe an die Nationalsozialisten in Deutschland 1933 emigrierten sie nach Barcelona, wo er Filmplakate für Metro-Goldwyn-Mayer schuf. Im Oktober 1934 nahmen sie das Schiff von Marseille nach Jaffa. Krausz lebte die nächsten 60 Jahre in einer Zweizimmerwohnung in der Beit-Hasho’eva-Straße in Tel Aviv.
In Palästina/Israel wurde Krausz einer der führenden Werbegrafiker und arbeitete unter anderem für die Zigarettenmarke Dubek, die Schokolade Elite und die Levante-Messe von 1936. 1935 war er Mitgründer der „Vereinigung jüdischer Werbekünstler in Palästina“. Er arbeitete mit dem Fotografen Jakob Rosner zusammen, auch seine Frau schuf Fotovorlagen für seine Plakate.
Im Jahr 1936 fertigte er im Auftrag der Tourismusgesellschaft für Palästina eine Serie von Plakaten mit Landschaftsmotiven unter dem Titel Visit Palestine, die für den Besuch und die jüdische Einwanderung werben sollte. Die Bilder und damit der Grafiker Krausz wurden 1995 vom Grafiker David Tartakover „wiederentdeckt“. Das Plakatmotiv mit einem Bild Jerusalems wurde in den 2000er Jahren von Palästinensern für ihre politischen Zwecke plagiiert.

## Ausstellungen und Ausstellungsbeteiligungen (Auswahl)
- Retrospektive im Tel Aviv Museum of Art 1981
- Günter Eisenhut (Hrsg.): Franz Krausz. Pionier der Werbegrafik in Israel. Neue Galerie Graz am Landesmuseum, 24. Februar bis 28. März 2005. Graz ; Wien : Nausner und Nausner, 2005, ISBN 978-3-901402-44-9[2]
- Franz Krausz. Blumen und Muscheln Israels. Jüdisches Kulturzentrum Graz, 1. März bis 28. März 2005, Graz ; Wien : Nausner und Nausner, 2005
- Die Neuen Hebräer. 100 Jahre Kunst in Israel. Martin-Gropius-Bau, Berlin, 20. Mai bis 5. September 2005, S. 154